# 小森昭宏
小森 昭宏（こもり あきひろ、1931年4月26日 - 2016年6月5日）は、日本の作曲家、編曲家、医師。
童謡を多く作曲した。主な作品に、『ブーフーウー』、『勇者ライディーン』、「げんこつやまのたぬきさん」、「おべんとうばこのうた」、「いとまきのうた」、音楽物語『窓ぎわのトットちゃん』、NHK朝ドラマ『いちばん星』、編曲作品「黒猫のタンゴ」がある。
息子に男性俳優、声優の小森創介がいる。

## 略歴
1931年に東京で生まれ、幼少時からピアノを習う。旧制東京都立九段中学校、慶應義塾高等学校（塾高の同級生に小林亜星、 冨田勲、林光らがいた ）を経て、1957年に慶應義塾大学医学部を卒業し、外科学教室助手を経て、脳外科医師として活動した。それと並行してピアノを中村ハマに、作曲を池内友次郎に師事して作曲活動を始める。日本外科学会会員。
父はNHK交響楽団が「新交響楽団」だった時代からのティンパニ奏者だった小森宗太郎であり、その戦前、戦中の同僚でコンサートマスターが『窓ぎわのトットちゃん』にも登場する黒柳守綱（著者である黒柳徹子の父）だったという因縁もある。
2016年6月5日、腎不全のため東京都内の病院で死去した。85歳没。

## 役職
東京フィルハーモニー交響楽団理事、日本歌曲振興会副会長、日本作曲家協議会常務理事、日本童謡協会理事、私的録音補償金管理協会理事、楽譜コピー問題協議会代表幹事。尚美学園短期大学音楽科教授。また慶應義塾出身の音楽関係者の団体である音楽三田会の会長も務めた。

## 表彰
- 1994年、日本童謡賞受賞。
- 1998年、サトウハチロー賞受賞。音楽劇「あらしのよるに」で、日本児童演劇協会個人賞を受賞。

## 主な作品
年号は主に発表年。

### 童謡
- げんこつやまのたぬきさん（作詞：香山美子）1973年（NETテレビ『あそびましょパンポロリン』より。わらべうたを元に、新たに歌詞・曲を追加した）
- おべんとうばこのうた（作詞：香山美子）1978年（日本テレビ系列『おはよう!こどもショー』より。わらべうたを元に、新たに歌詞・曲を追加した）
- いとまきのうた（作詞：香山美子）1983年（デンマーク民謡『シューメーカーズ・ダンス』を元に、新たに歌詞・曲を追加した）
- あがりめ さがりめ（作詞：香山美子）
- げんこつやまのおにぎりさま（作詞: 香山美子・まどみちお）
- おきゃくさま（作詞：香山美子）
- パパとぼく（作詞：香山美子）1968年
- かわいいコロボックル（作詞：香山美子）1972年
- くまのおかあさん（作詞：香山美子）1973年
- みんなでヤッホー（作詞：香山美子）1974年
- いちごちゃん（作詞：香山美子）1974年
- 森のアパート（作詞：香山美子）1974年
- かもとりごんべえさん（作詞：香山美子）1974年
- たまごと火星人（作詞：香山美子）1975年
- ちいさい おおきい（作詞：香山美子）1975年
- アルプスのこどもたち（作詞：香山美子）1975年
- もしもしなあに（作詞：香山美子）1975年
- あさってのつぎは（作詞：香山美子）1976年
- りんごちゃん（作詞：香山美子）1977年
- びーびー・ロボット（作詞：香山美子）1978年
- テレビをビレテ（作詞：香山美子）1978年
- お月さまが丸くって（作詞：香山美子）1978年
- チューリップちゃん（作詞：香山美子）1978年
- ヒッコリーのきのみ（作詞：香山美子）1979年
- メロンとこびと（作詞：香山美子）1980年
- ぽっぽちゃん（作詞：香山美子）1981年
- かぜよふけふけ
- おにぎりころりん
- あしたはぼくね
- ぽかぽかてくてく
- たいこのおけいこ（作詞：筒井敬介）
- もりのスープとあおぞらサラダ（作詞：吉沢久美子）
- ランランニングかけっこ（作詞：冬杜花代子）
- おいかけロック（「まんがのくに」1978年）
- 動物くらべっこ（「まんがのくに」1978年）
- 3人の歌（「コラルの探検」1979年）
- ゆめみるコラル（「コラルの探検」1979年）
- 宇宙都市の夕ぐれ（作詞：飯沢匡）
- さよならロボットばあや（作詞：飯沢匡）
- 月からのたより（作詞：飯沢匡）
- ファクシミリ・マーチ（作詞：杉紀彦）

### TV番組
- ブーフーウー（作詞：飯沢匡、1960年）
- とんでけブッチー
- 宇宙エース （1965年）
- 宇宙怪人ゴースト （1967年）
- 連想ゲーム　（1968年）
- アストロガンガー （1972年）
- 勇者ライディーン （1975年）
- 冒険ロックバット （1975年）
- 忍者キャプター （1976年）
- バトルホーク （1976年）
- ぐるぐるメダマン （1976年）
- いちばん星 （1977年）
- 超人戦隊バラタック （1977年）
- シートン動物記 くまの子ジャッキー （1977年）
- コラルの探検 （1979年）
- 名犬ジョリィ （1981年）
- ハニーハニーのすてきな冒険 （1981年）
- ほえろブンブン（劇場版） （1987年）

### オーケストラ
- 音楽物語『窓ぎわのトットちゃん』
- 『木にとまりたかった木の話』
- 『大砲の中のアヒル』
- 『ジェレミーの木』
- 日本外科学会第100回総会記念『祝典序曲』（2000年）
- リスの家族（ピアノ小協奏曲）

### オペレッタ
- 日生劇場からの委嘱
  - くさびら（2000年）
  - 羽衣（2000年）
  - うつぼ猿（2006年）

### 音楽劇
- 演劇集団 円「円・こどもステージ」への書き下ろし
  - おばけリンゴ
  - 赤ずきんちゃんの森の狼たちのクリスマス
  - どうぞのいす
  - どんどこどん
  - まどさんのまど
  - 美女と野獣
  - 卵の中の白雪姫
  - あらしのよるに
- 三国志

### 合唱曲
- 飛翔
- 蘇る八幡平
- 美しい夏の朝に
- 記録
- 五月にしては
- 手紙
- あひるの木のぼり
- 百年家族のうた
- けやきの並木道

### 歌曲
- 夕立ち
- ねむれない夜は
- 雨の遊園地
- あしたりすに
- ふるさとブギ

### TVドラマのための作品
- いちばん星
- 花丸銀平
- 金婚式
- 球形の荒野

### ピアノ曲集
- ぬいぐるみのゆめ

### 打楽器曲
- リラ・ダビディス

## 主な編曲
- 黒猫のタンゴ（作曲：M.パガーノ、訳詞：みおだみずほ）1969年
- はさみとぎ（イタリア民謡）
- ママごめんなさい（作曲：E.カポトスティ、訳詞：泉恵）
- 天使のパンツ（作曲：天井正、作詞：やなせたかし、歌：かんぺい&りつこ）1977年
- ぼくのプルー（作詞：林權三郎、作曲：広瀬量平、歌：かんぺい&りつこ）1977年
- おめでとうのうた（作詞：高木美智子、作曲：キダ・タロー、歌：大杉久美子、コロムビアゆりかご会）

## ソフト化
- シートン動物記 くまの子ジャッキー/りすのバナー 音楽集（2022年6月22日 サウンドトラックラボラトリー）